# Imbricatie

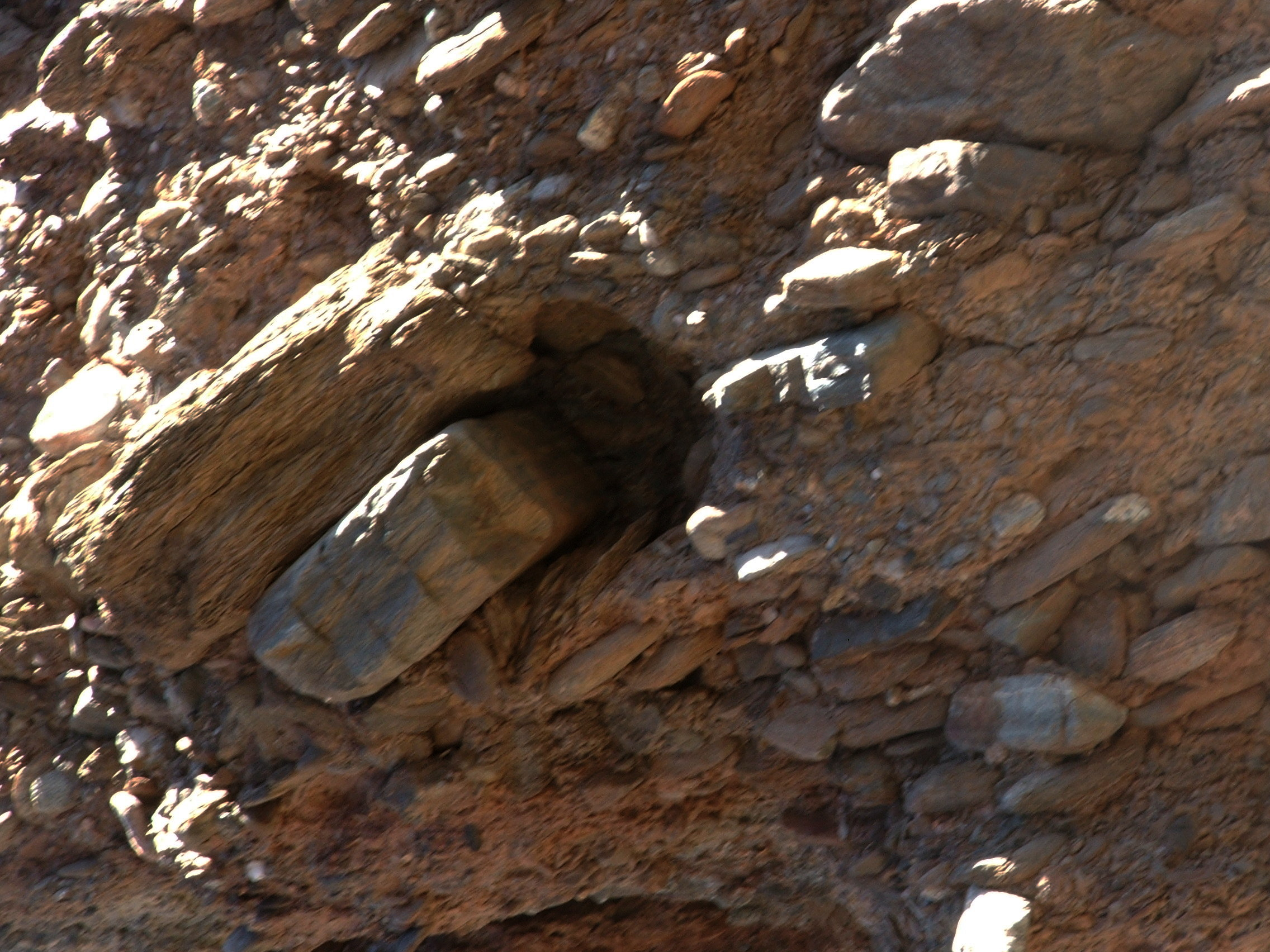
Imbricatie in een conglomeraat, waaruit op te maken valt dat de stroomrichting ooit naar rechts was. De klasten hebben een voorkeursoriëntatie die een hoek maakt met de oorspronkelijk horizontale geulbodem.

Imbricatie is een term uit de geologie en slaat op een dakpansgewijze bedekking. Het kan zowel op het maaksel (de fabric) van een sedimentair gesteente als op grootschalige tektonische structuren slaan.

## Sedimentologie
In de sedimentologie wordt met imbricatie een bepaald maaksel bedoeld, waarbij de klasten een voorkeursoriëntatie hebben die een hoek maakt met de gelaagdheid, op een manier waarop ze als omgevallen dominostenen schuin over elkaar liggen. Imbricatie kan voorkomen in bijvoorbeeld fluviatiele conglomeraten, glaciale till of pyroclastisch gesteente. Imbricatie van klasten kan gebruikt worden om de stroomrichting bij afzetting te bepalen.
De vorm van klasten kan benaderd worden door een ellipsoïde met een lange as (A), een tweede as (B) en een korte as (C). Wanneer de lange assen van de klasten parallel liggen aan de oorspronkelijke stroomrichting, spreekt men van A-asimbricatie. Dit type imbricatie is kenmrkend voor klasten die in suspensie getransporteerd werden. De stroming kwam snel tot stilstand, zodat de klasten daarna direct afgezet werden en niet konden doorrollen. Een voorbeeld van situaties waarin dit voorkomt is bijvoorbeeld het tot stilstand komen van een troebelingsstroom. A-asimbricatie is daarom te vinden in de onderste delen van turbidieten, maar soms ook in puinwaaiers die door stortvloeden zijn herverwerkt.
Een ander type imbricatie is AB-vlakoriëntatie, waarbij de lange as van de klasten loodrecht op de stroomrichting staat en de B-as parallel aan de stroomrichting ligt. Dit maaksel is kenmerkend voor klasten die als bedload getransporteerd werden. Deze imbricatie vormt wanneer de klasten over de bodem rollen. afgevlakte klasten komen tot rust wanneer ze op een andere klast stuiten. De stroomafwaartse zijde zal daarbij omhoog steken vanwege de onderliggende klast.